# 松田駅

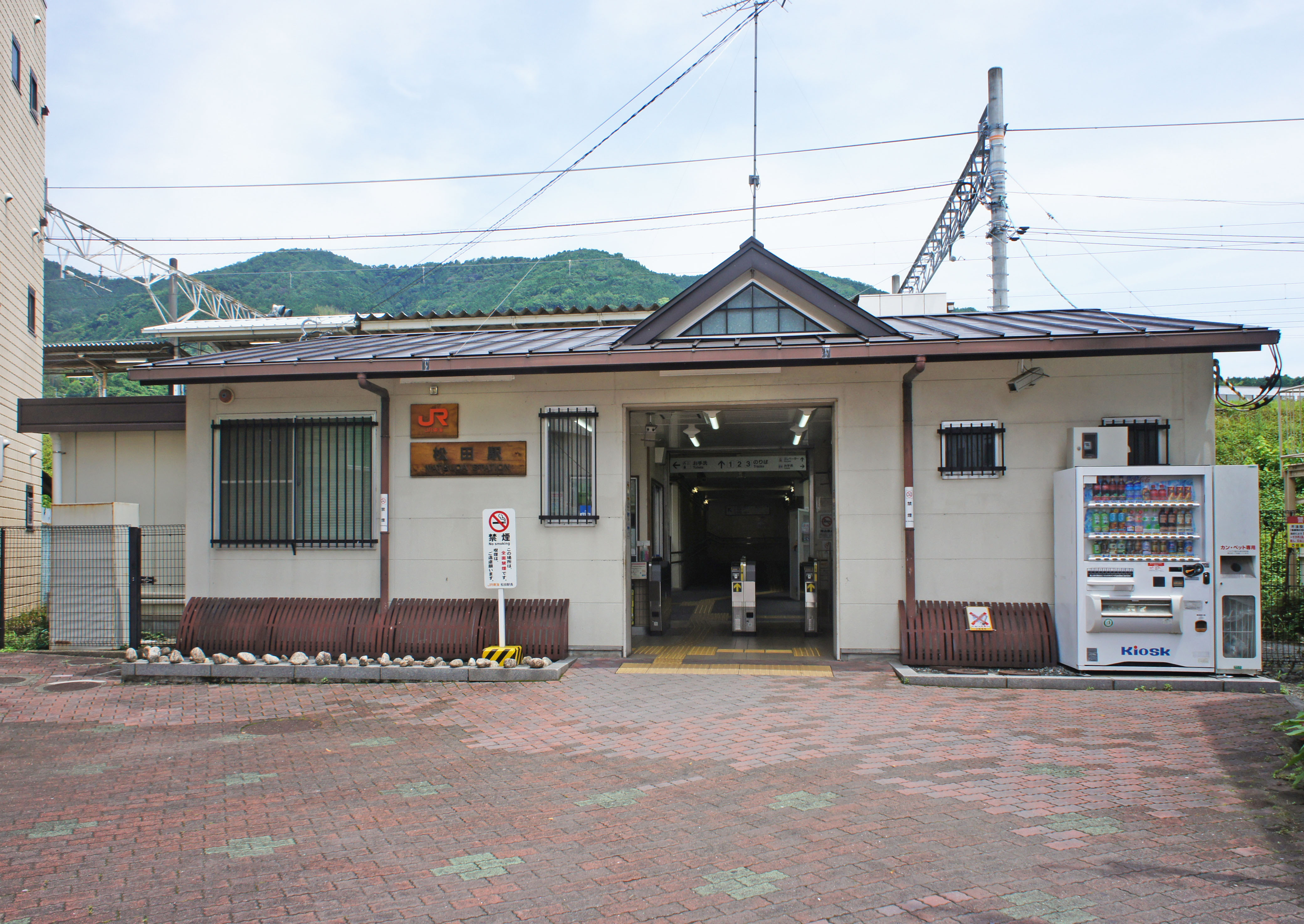
南口（2022年6月）

松田駅（まつだえき）は、神奈川県足柄上郡松田町松田惣領にある、東海旅客鉄道（JR東海）・日本貨物鉄道（JR貨物）御殿場線の駅である。駅番号はCB04。

## 概要
松田町の中心部に位置する駅。御殿場線の第一種鉄道事業者であるJR東海が旅客営業、第二種鉄道事業者であるJR貨物が貨物営業を担当している。
普通列車と特急「ふじさん」号が停車する。駅の南にある小田急小田原線の新松田駅と乗り換えが可能である。ふじさん号は当駅東方にある連絡線を介して小田急小田原線と直通運転を行っている。小田急線の運賃計算上、当駅と新松田駅は同一駅として扱われる。途中下車が可能な特別企画乗車券では、有効区間に小田急の新松田駅を含む場合は当駅でも途中下車できる。
駅の開業は1889年（明治22年）2月である。官設鉄道（後の日本国有鉄道）単独の駅であり、国鉄分割民営化の際もJR東海のみに継承された。その後、1994年（平成6年）10月に貨物営業が再開された際、当駅を管理する事業者にJR貨物が追加された。
御殿場線の途中駅の中で、丹那トンネル開通以前に東海道本線の駅として開業した7駅の一つである。

## 歴史

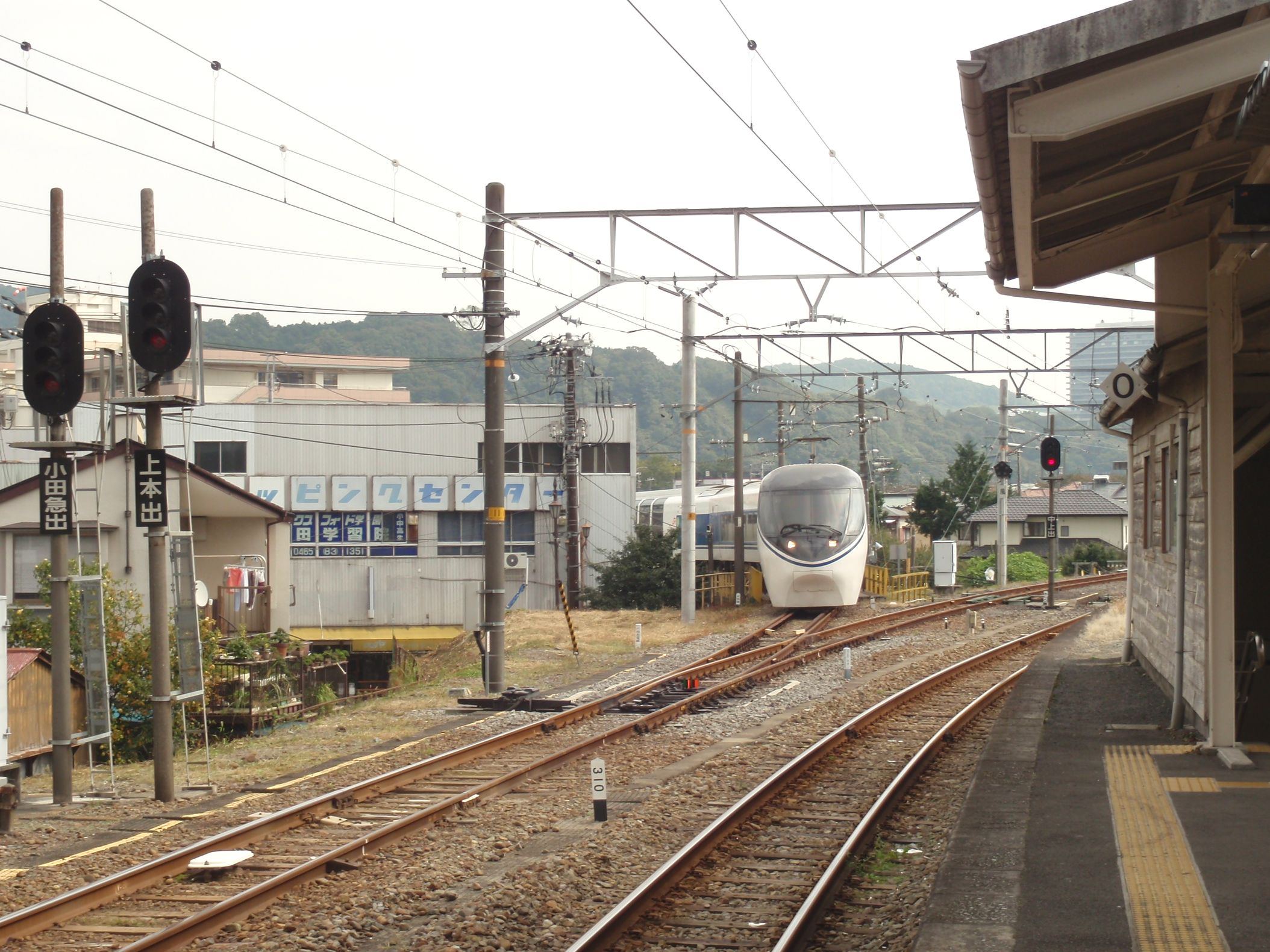
小田急との連絡線を通過する371系「あさぎり」（2009年10月）

東海道本線の国府津 - 沼津間は1889年（明治22年）に開業したが、山岳地帯を通過するため建設困難とされた現行の熱海経由のルートではなく、御殿場経由の御殿場線のルートで建設された。そのため、国府津 - 沼津間の開業時に新設された当駅は、開業時東海道本線の駅であった。駅が開設されたのは矢倉沢往還の宿場町として栄えた松田であり、駅の開業は明治に入って衰退していた町を再び活気付かせた。
しかし、1927年（昭和2年）に小田急小田原線が開通して松田に新松田駅を設けると、東海道本線より速く東京へ往来できる事もあって客の流れはそちらに向かうようになった。丹那トンネルが開削され、1934年（昭和9年）に国府津 - 熱海 - 沼津間が全通すると東海道本線は同区間経由に変更され、当駅を通る路線は御殿場線という地方路線に格下げされた。この結果、当駅から東京へ向かう直通列車がほとんどなくなり、この地域の中心で新しい東海道本線が通る所でもあった小田原に直通していた小田原線及び新松田駅の重要性はさらに増し、それと連動して当駅の地位は低下していった。
第二次世界大戦中、小田急電鉄は東京急行電鉄に統合されて俗に言う大東急となっていたが、東海道本線には根府川駅近くなど橋梁の多い区間があり、空襲や艦砲射撃を受けて同区間が不通になる恐れがあった。そのため、東急小田原線と御殿場線によってその代替ルートを設けようという案が陸軍から出され、この松田に連絡線を設ける事にした。それに伴って用地の確保と連絡線の橋脚が完成したが、まもなく終戦となったため工事は中止された。
その後、東急ではこの未成となっていた連絡線を完成させて東京から御殿場線へ直通する列車を設定しようと考えたが、御殿場線の電化を要するためこの時は見送られた。東急から小田急が再独立し、高出力気動車のキハ5000形気動車が完成した事で、ようやく1955年（昭和30年）に連絡線は完成し、直通運転が開始された。1968年（昭和43年）には御殿場線と連絡線の電化も完成し、直通列車も電車化され「あさぎり」となった。なお、2018年より「ふじさん」に愛称を変更している。

### 年表
- 1889年（明治22年）2月1日：官設鉄道の駅として、国府津 - 静岡間の開通時に開業。旅客・貨物営業を開始[1]（開業当時は1日に3往復のみ運行[3]）。
- 1901年（明治34年）2月5日：当駅を含む国府津 - 山北間が複線化。
- 1909年（明治42年）10月12日：線路名称制定、当駅を通る路線を東海道本線と命名[4]。
- 1934年（昭和9年）12月1日：熱海 - 沼津間開通に伴い、東海道本線国府津 - 松田 - 沼津間は御殿場線に改称[5]。
- 1943年（昭和18年）7月11日：御殿場線単線化。
- 1955年（昭和30年）10月1日：小田急線直通準急「銀嶺」・「芙蓉」運転開始のため小田急小田原線との間に連絡線設置。
- 1968年（昭和43年）4月27日：国府津 - 御殿場間電化に伴い、駅構内を電化。
- 1982年（昭和57年）11月15日：車扱い貨物の取り扱いを廃止[1]。
- 1984年（昭和59年）2月1日：荷物の取り扱いを廃止[1]。
- 1987年（昭和62年）4月1日：国鉄分割民営化に伴い、東海旅客鉄道（JR東海）の駅となる[1]。
- 1994年（平成5年）10月1日：日本貨物鉄道（JR貨物）の駅が開業し、貨物の取り扱いを再開[1]。
- 2015年（平成27年）
  - 2月：駅舎建て替え工事に着手[6]。
  - 12月：駅舎改築[7]。
- 2019年（平成31年）3月2日：ICカード「TOICA」の利用が可能となる[8]。

## 駅構造

### ホーム
2面3線のホームを有する地上駅。構内北側に単式ホーム1面1線、構内南側に島式ホーム1面2線が配置されている。ホームは単式ホーム南側が1番線、島式ホーム北側が2番線、同じく島式ホーム南側が3番線であり、1番線が上り本線、3番線が下り本線である。
2・3番線は普通列車が使用する。特急「ふじさん」は上下ともに小田急小田原線の本線（新宿方面）との連絡線が接続する1番線を使用しており、JR東海と小田急の乗務員が交代する。かつては1番線が上り列車専用、3番線が下り列車専用、2番線が上下兼用となっていた。
| 番線 | 路線           | 方向 | 行先             | 備考           |
| ---- | -------------- | ---- | ---------------- | -------------- |
| 1    | 小田急小田原線 | 上り | 新宿方面         | 特急ふじさん号 |
| 1    | CB JR御殿場線  | 下り | 御殿場方面       | 特急ふじさん号 |
| 2    | CB JR御殿場線  | 上り | 国府津方面       | 普通           |
| 3    | CB JR御殿場線  | 下り | 御殿場・沼津方面 | 普通           |

（出典：JR東海:駅構内図）

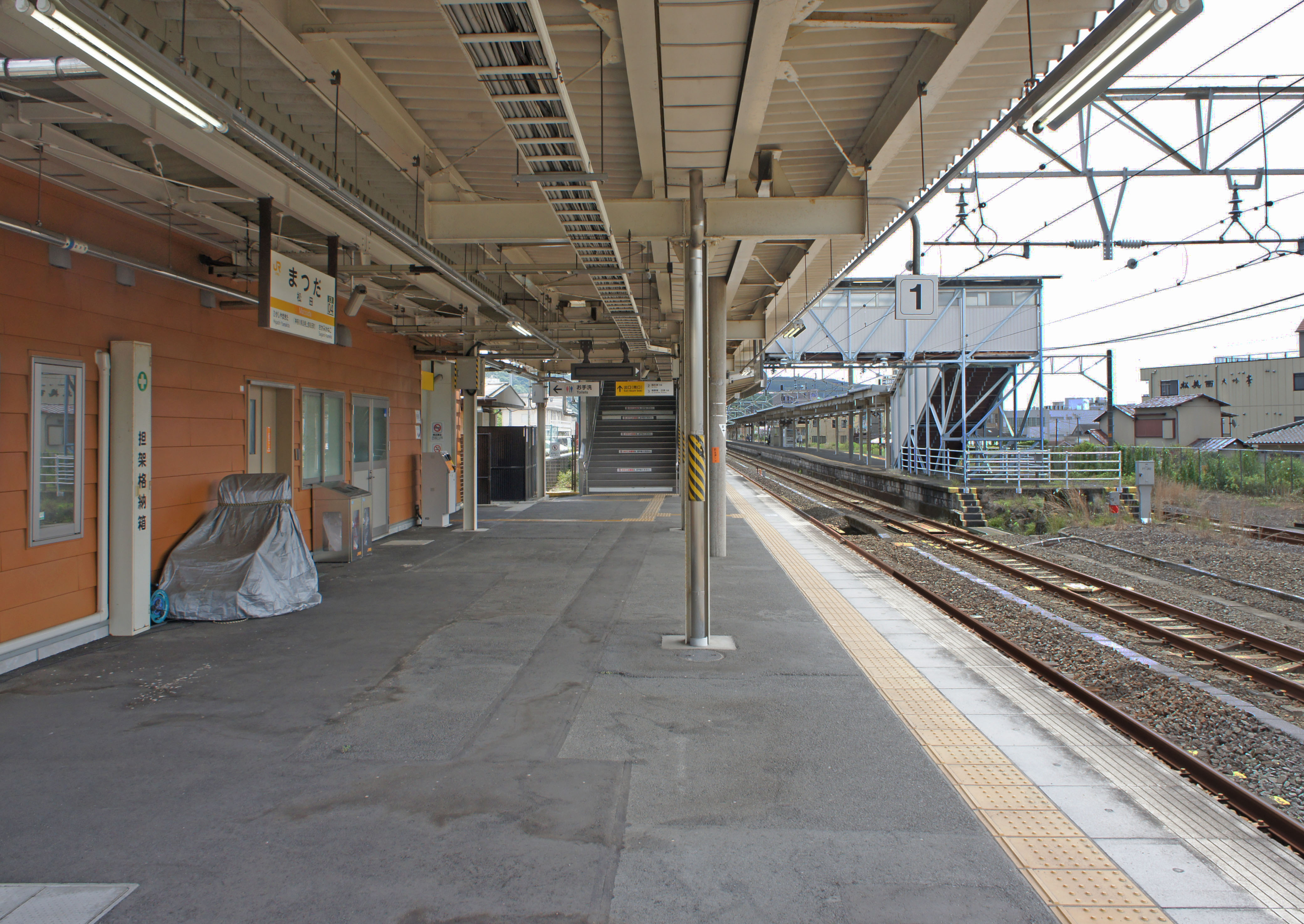
1番線ホーム（2022年6月）
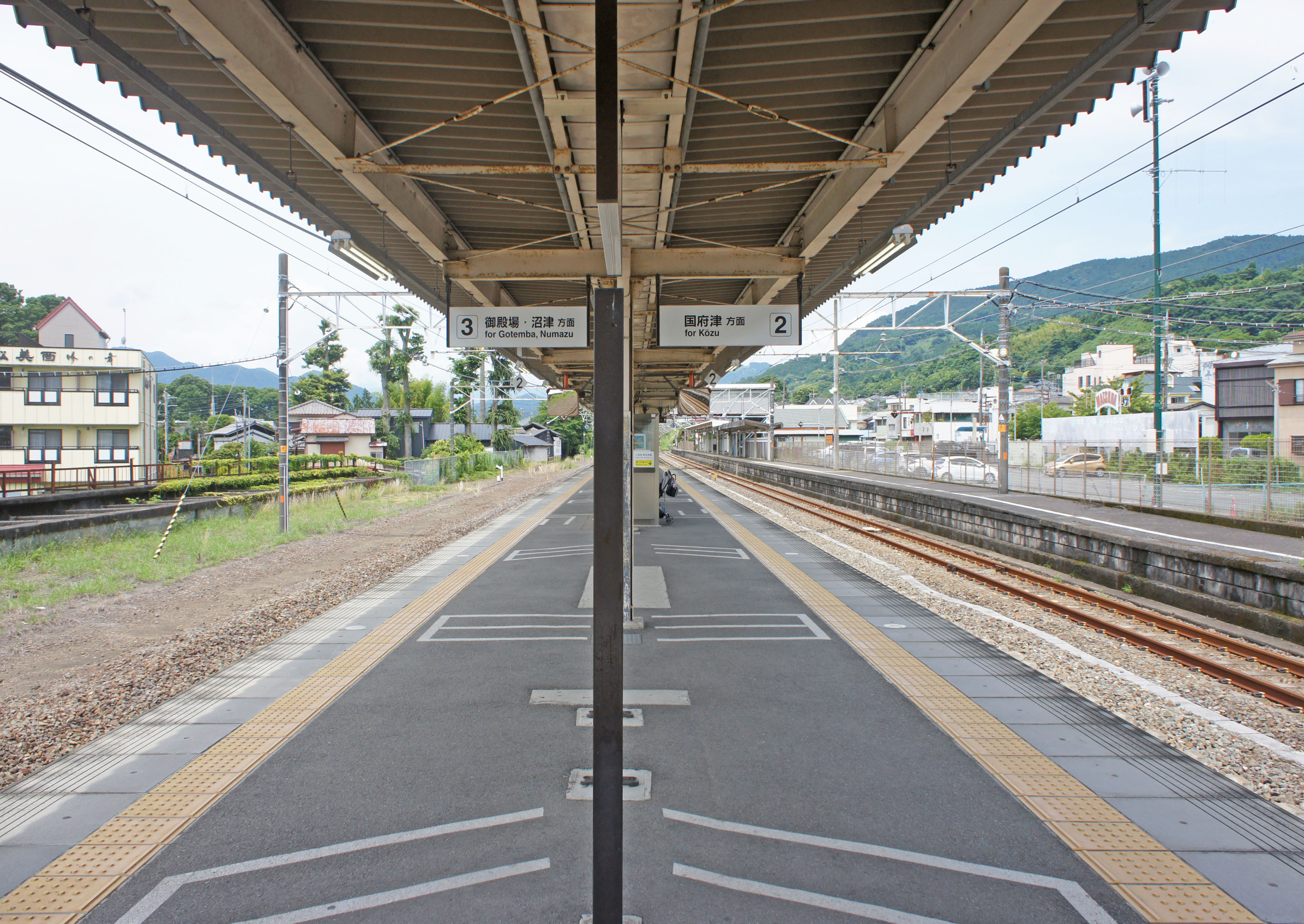
2・3番線ホーム（2022年6月）
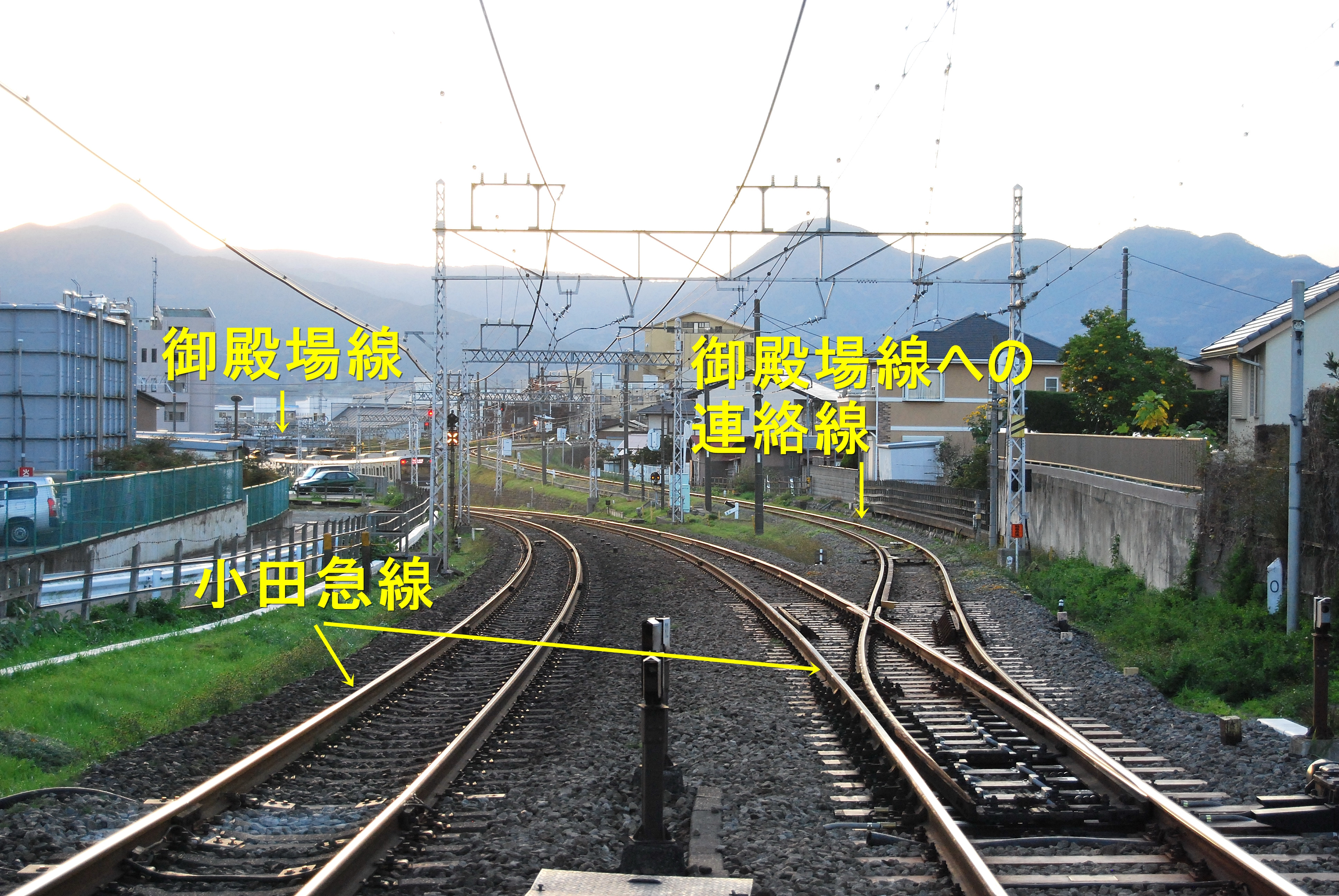
小田急小田原線からJR御殿場線への連絡線（2011年12月）

### 駅設備
駅舎（改札口）は2か所ある。単式ホーム（1番線）に隣接して北口（駅本屋）が置かれ、島式ホーム（2・3番線）から地下通路（エレベーターあり）を通った先に南口が置かれている。2つのホーム間の移動用に跨線橋（階段のみ）が1か所設置されている。南口は新松田駅と道路を挟んだ向かい側にある。
当駅は御殿場線の拠点の一つであり、JR東海静岡支社の駅長・駅員配置駅（直営駅）である。管理駅として、神奈川県側に位置する御殿場線の6駅（下曽我駅・上大井駅・相模金子駅・東山北駅・山北駅・谷峨駅）を管理している。
北口・南口共に駅舎内部にはJR全線きっぷうりばや近距離用自動券売機があり、南口には自動改札機、北口には簡易TOICA改札機が設置されている。北口・南口共改札事務室内には、特急「ふじさん」号利用者向けに小田急用の窓口処理機やICカード処理機が設置されており、小田急線（新宿方面）の磁気乗車券（普通券、株主優待券など）の入場処理も可能で、新松田駅入場・出場とみなして処理される。
なお、IC連絡定期券を含めて当駅で接するTOICAエリアとPASMOエリアをまたいで利用することができない。したがって特急ふじさん号の場合は当駅を越えた乗車（例：御殿場駅 - 直通 - 新宿駅間）が認められていない。その他のケースでは、JR東海線（TOICAエリア）と小田急線（PASMOエリア）の間は改札外乗り換えであり、エリア別々に出入場処理・運賃計算されるためIC連絡定期券を含めて実質的に当駅を介した連続乗車が可能（例：御殿場駅 - 当駅・新松田駅 - 新宿駅間）となっている。
2015年2月下旬より建て替え工事が行われ、北口駅舎が12月に完成、同月20日より使用が開始された。

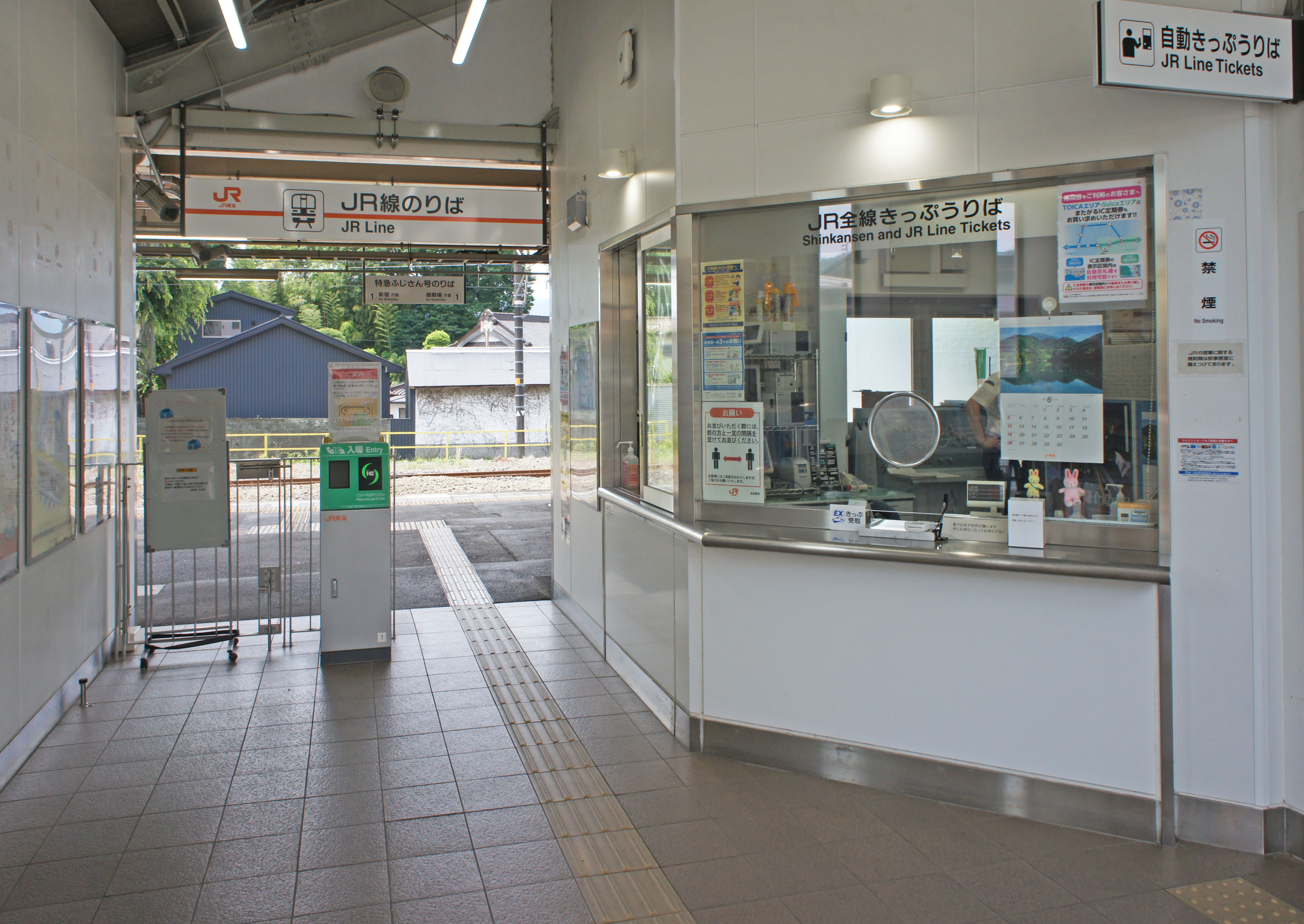
北口改札（2022年6月）
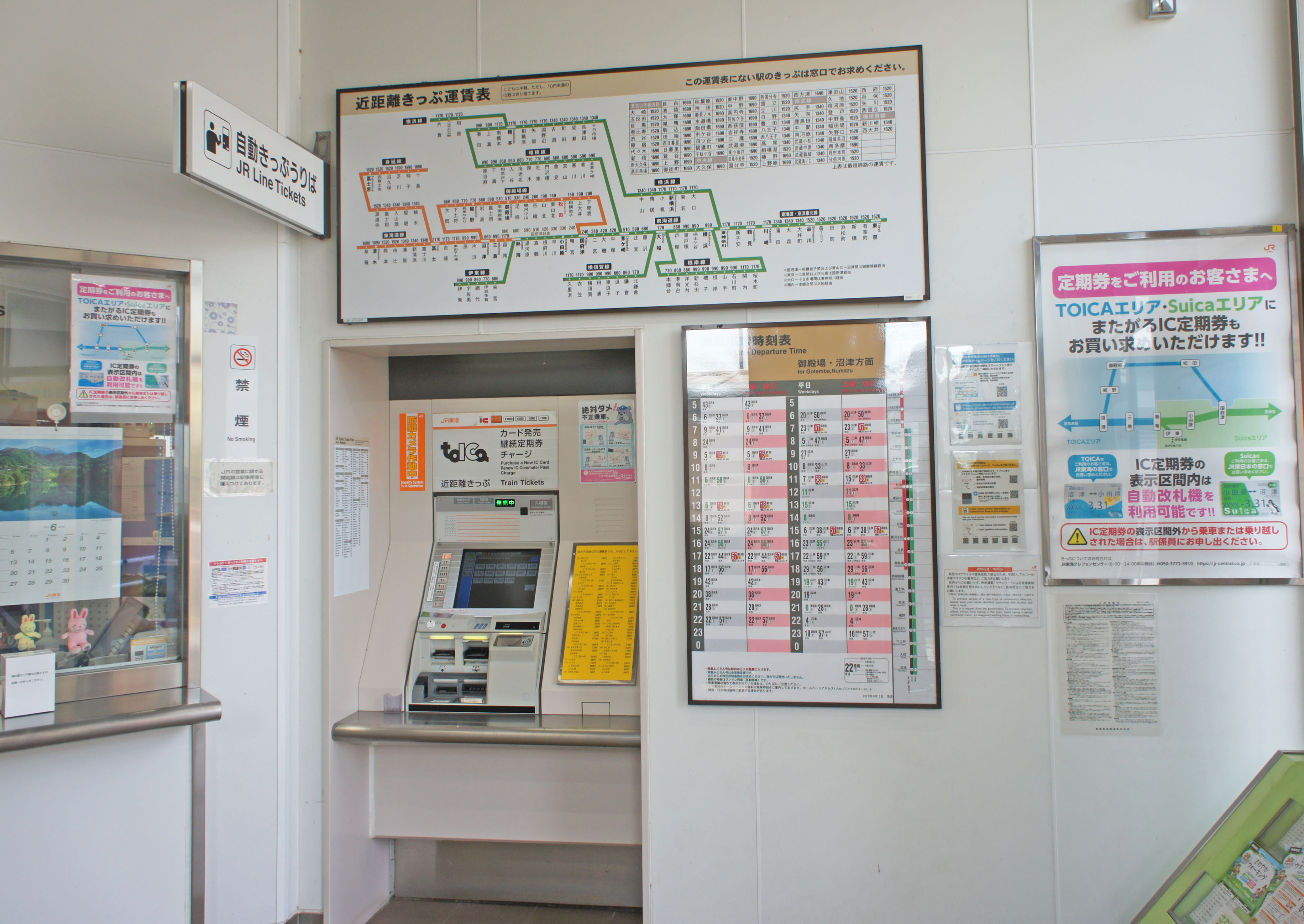
北口切符売り場（2022年6月）
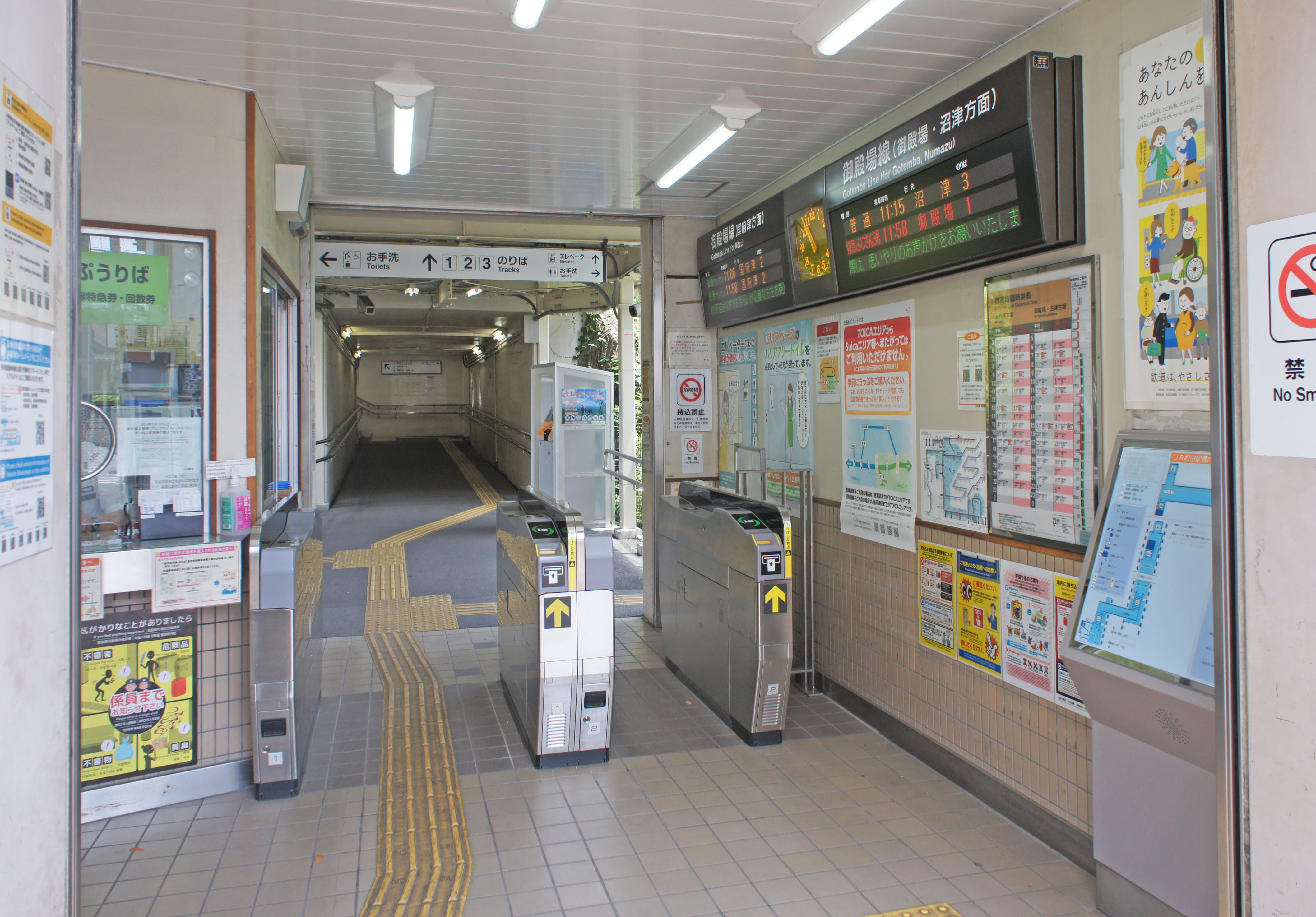
南口改札（2022年6月）
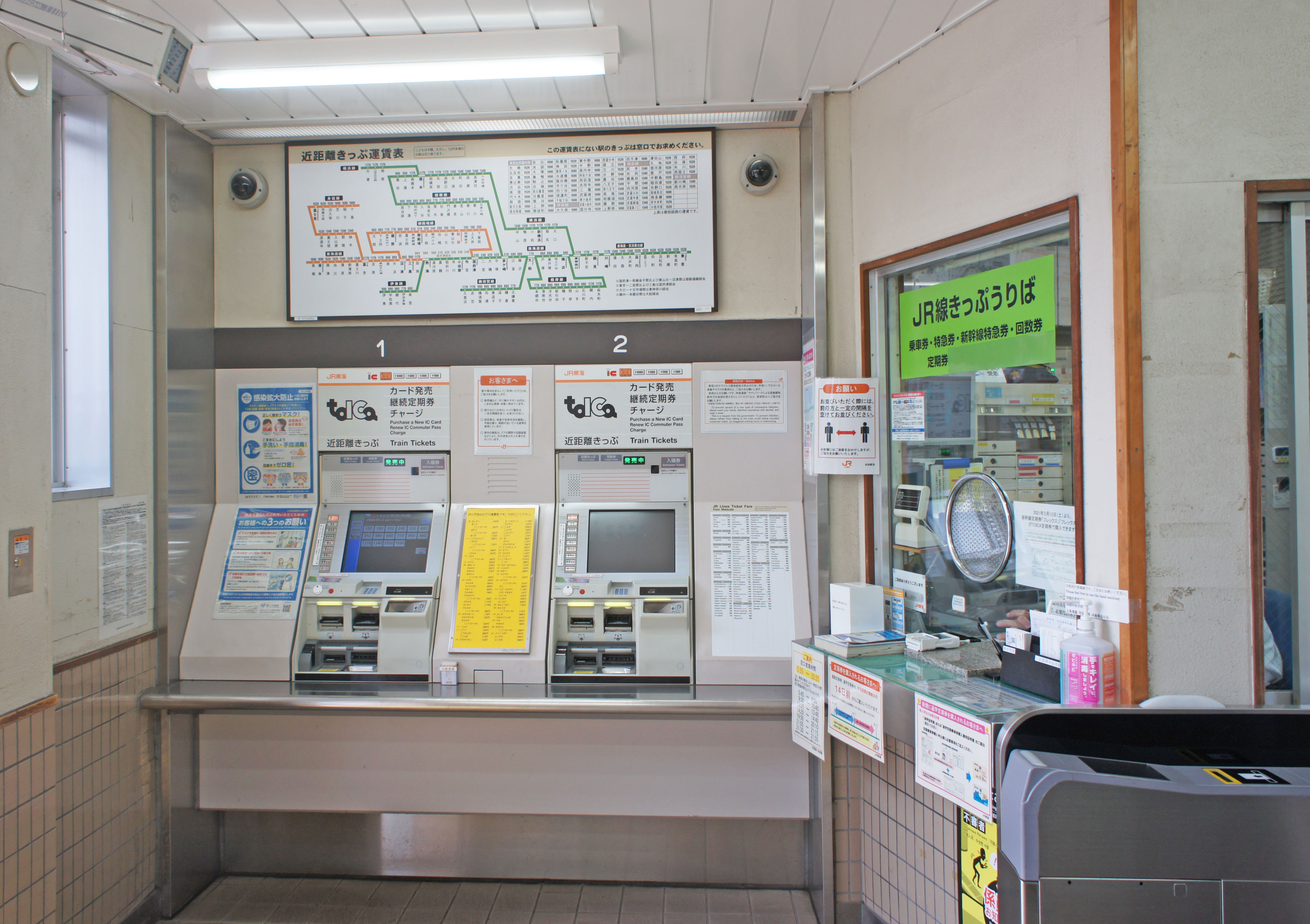
南口切符売り場（2022年6月）

## 貨物取扱
JR貨物の駅は臨時車扱貨物のみを取り扱っており、定期貨物列車の発着はない。しかし、稀に小田急電鉄ならびに小田急箱根向けの甲種車両輸送列車が発着し、JR貨物の電気機関車が連絡線を通り越して新宿方面で折り返し、小田急線の新松田駅構内まで乗り入れている。その間は電気機関車の運転資格を持つ小田急の運転士が乗務する。この列車は従来小田原駅発着であったが、1994年（平成6年）10月以降当駅発着に変更された。なお、これらの列車はすべて沼津方面からの発着となっている。
貨物営業は国鉄時代にも行われていたが、1982年（昭和57年）11月に廃止された。実施時には駅舎東側に貨物ホームがあった他、酒匂川岸まで伸びる砂利採取線があった。砂利採取線では国府津機関区（現・JR東日本国府津車両センター）所属のC11形蒸気機関車が使用されていた。

## 利用状況
「神奈川県県勢要覧」によると、2021年度（令和3年度）の1日平均乗車人員は2,442人である。
「山北町統計書」「神奈川県県勢要覧」によると、1997年度（平成9年度）以降の推移は以下のとおりである。
| 乗車人員推移       | 乗車人員推移     | 乗車人員推移             |
| 年度               | 1日平均 乗車人員 | 出典                     |
| ------------------ | ---------------- | ------------------------ |
| 1997年（平成09年） | 4,679            | [ 山北 1 ]               |
| 1998年（平成10年） | 4,437            | [ 山北 1 ]               |
| 1999年（平成11年） | 4,292            | [ 山北 1 ]               |
| 2000年（平成12年） | 4,241            | [ 山北 1 ]               |
| 2001年（平成13年） | 4,088            | [ 山北 1 ] [ 神奈川 2 ]  |
| 2002年（平成14年） | 3,958            | [ 山北 1 ] [ 神奈川 2 ]  |
| 2003年（平成15年） | 3,923            | [ 山北 1 ]               |
| 2004年（平成16年） | 3,854            | [ 山北 1 ]               |
| 2005年（平成17年） | 3,825            | [ 山北 1 ]               |
| 2006年（平成18年） | 3,839            | [ 山北 2 ] [ 神奈川 3 ]  |
| 2007年（平成19年） | 3,842            | [ 山北 2 ] [ 神奈川 3 ]  |
| 2008年（平成20年） | 3,832            | [ 山北 2 ] [ 神奈川 4 ]  |
| 2009年（平成21年） | 3,710            | [ 山北 2 ] [ 神奈川 4 ]  |
| 2010年（平成22年） | 3,634            | [ 山北 2 ] [ 神奈川 5 ]  |
| 2011年（平成23年） | 3,330            | [ 山北 2 ] [ 神奈川 5 ]  |
| 2012年（平成24年） | 3,315            | [ 山北 2 ] [ 神奈川 6 ]  |
| 2013年（平成25年） | 3,380            | [ 山北 2 ] [ 神奈川 6 ]  |
| 2014年（平成26年） | 3,319            | [ 山北 2 ] [ 神奈川 7 ]  |
| 2015年（平成27年） | 3,318            | [ 山北 2 ] [ 神奈川 7 ]  |
| 2016年（平成28年） | 3,316            | [ 山北 2 ] [ 神奈川 8 ]  |
| 2017年（平成29年） | 3,298            | [ 山北 3 ] [ 神奈川 8 ]  |
| 2018年（平成30年） | 3,305            | [ 山北 4 ] [ 神奈川 9 ]  |
| 2019年（令和元年） | 3,235            | [ 山北 5 ] [ 神奈川 10 ] |
| 2020年（令和02年） | 2,158            | [ 山北 6 ] [ 神奈川 11 ] |
| 2021年（令和03年） | 2,442            | [ 神奈川 1 ]             |

## 駅周辺
松田町の中心市街地に位置しており、南側に新松田駅（小田急小田原線）が隣接する。
- 松田町役場
- 松田町民文化センター
- 松田町体育館
- 松田町健康福祉センター[13]
- 松田警察署
- 県西土木事務所
- 松田公共職業安定所（ハローワーク松田）
- 神奈川県立足柄上病院
- me-byo valley “BIOTOPIA”（旧「未病いやしの里センター」）[14]
- 松田山
  - 松田山ハーブガーデン
  - 西平畑公園
  - 最明寺史跡公園
- 松田城址
- 酒匂川・川音川
- 川音川パークゴルフ[15]
- 小田原ゴルフ倶楽部松田コース[16]
- 立花学園高等学校
- 松田町立松田小学校
- 松田町立松田中学校
- 松田郵便局
- 松田惣領郵便局
- 横浜銀行松田支店
- かながわ西湘農業協同組合松田支店
- さがみ信用金庫松田支店
- 寒田神社
- 延命寺
- 神山神社
- ブルックスホールディングス大井事業所
- 第一生命新大井事業所
- 富士急モビリティ湘南営業所
- 第一生命保険株式会社湘南支社松田営業オフィス
- 日本生命保険相互会社松田営業部
- 住友生命保険相互会社町田支社新松田支部
- ロマンス通り商店街
  - まちの駅あしがら[17]
  - コスモス館[18]
  - 中澤酒造
- 仲町通り
  - 一力旅館[19]
- ファミリー通り商店会
- ミマスモール（食品館あおば大井松田店）
- 国道246号
- 国道255号
- 神奈川県道72号松田国府津線
- 神奈川県道77号平塚松田線
- 神奈川県道710号神縄神山線
- 神奈川県道711号小田原松田線
- 神奈川県道712号松田停車場線
- 東名高速道路大井松田IC

## バス路線
以前は駅前（駅本屋側）からバスが発着していたが、現在は、南口側に隣接する小田急小田原線新松田駅駅前広場から発着する。新松田駅#路線バスを参照。
また、近隣の路上バス停「JR松田駅入口」に発着する路線がある。
- 箱根登山バス
  - 関本（伊豆箱根鉄道大雄山線大雄山駅）行
  - 富士フイルム西門行
  - 地蔵堂行
  - 小田急小田原線新松田駅行
- 富士急モビリティ
  - 松62：西丹沢ビジターセンター行[注釈 4]
  - 松64：中川温泉行
  - 松75：大野山登山口行 ※春・秋の休日のみ
  - 松66：山北駅行
  - 松102：アサヒビール神奈川工場行 ※休日と夏休みは大雄山駅まで延長運転
  - 松62・松64・松66・松75・松102：小田急小田原線新松田駅行

この他、東名高速道路上の松田バスストップが徒歩圏内にある。

## 隣の駅
※特急「ふじさん」の隣の停車駅は列車記事を参照のこと。
東海旅客鉄道（JR東海）
CB 御殿場線
相模金子駅 (CB03) - 松田駅 (CB04) - 東山北駅 (CB05)

### 記事本文